# Деметрис Силурис
Деметрис Силурис (грч. Δημήτρης Συλλούρης; Никозија, 27. јул 1953) политичар је кипарских Грка. Од 2. јуна 2016. године обавља функцију председника Парламента Кипра. Био је председник Европске странке од 2005. до 2016. године.

## Биографија
Деметрис Солурис је рођен у Никозији 27. јула 1953. године, а грађевинарство је студирао на Универзитету Источног Лондона.